# CB4
CB4 – amerykańska komedia muzyczna z 1993 roku w reżyserii Tamra Davis. Za scenariusz odpowiadali Chris Rock i Nelson George. W rolach głównych wystąpili Chris Rock, Allen Payne, Deezer D czy Phil Hartman. Światowa premiera odbyła się 12 marca. Film opowiada o fikcyjnej grupie rapowej CB4, a skrót pochodzi od nazwy bloku więziennego „Cell Block 4”. Komedia parodiuje także takie osobistości jak aktorkę Halle Berry, rapera Eazy-E i innych: The Butthole Surfers, Ice-T, Ice Cube, Flavor Flav czy Shaquille O’Neal.

## Fabuła
Trójka przyjaciół Albert (Chris Rock), Eurypides (Allen Payne) i Otis (Deezer D) zakładają trio hip-hopowe CB4. W celu uzyskania rozgłosu Albert używa pseudonimu MC Gusto, którego twórcą jest Gusto (Charlie Murphy) – przestępca i właściciel znanego klubu nocnego w mieście. Niespodziewanie Gusto trafia do więzienia. Trio postanawia wykorzystać sytuację, nagrywają utwory będące ukłonem w stronę przestępczości. Wkrótce potem grupa osiąga ogromną popularność. Utrzymuje się szczycie notowań. W międzyczasie młody reżyser (Chris Elliott) i jego operator postanawiają nakręcić dokument o trio. Jednak dobra passa nie trwa wiecznie. Niedługo ma wyjść z więzienia Gusto, który dowiaduje się, że CB4 wykorzystało jego wizerunek do autopromocji.

## Obsada
- Chris Rock jako Albert Brown / M.C. Gusto
- Allen Payne jako Euripides Smalls / Dead Mike
- Deezer D jako Otis Jackson / Stab Master Arson
- Chris Elliott jako A. White
- Phil Hartman jako Virgil Robinson
- Charlie Murphy jako Gusto
- Khandi Alexander jako Sissy
- Art Evans jako Albert Brown Sr.
- Theresa Randle jako Eve
- Willard E. Pugh jako Trustus Jones
- Tyrone Granderson Jones jako 40 Dog
- Rachel True jako Daliha
- Victor Wilson jako Lt. Davenport
- Richard Gant jako Baa Baa Ack
- J.D. Daniels jako Ben
- Stoney Jackson jako Wacky Dee

## Ścieżka dźwiękowa
Do filmu powstała ścieżka dźwiękowa CB4, która została wydana 2 marca 1993 roku. Znalazły się na niej utwory takich wykonawców jak Public Enemy, KRS-One, MC Ren, The Sugarhill Gang, Blackstreet czy Beastie Boys.